# 慕那尔
慕那尔是印度喀拉拉邦西南部伊都基縣西高止山脉的一个城镇和避暑地和蜜月旅行目的地。慕那尔由於地處西高止山脉，平均海平面约1600米以上。慕那尔也被称为 "南印度的克什米尔"，是一个受欢迎的蜜月目的地。慕那尔这个名字的意思是“三条河流”。